# Crèdit Agrícola Sud Mediterrani
Crèdit Agrícola Sud Mediterrani és una societat cooperativa de crèdit amb seu social a Perpinyà.

## Història
Crèdit Agrícola Sud Mediterrani va néixer el 1990 a través de la fusió de la Caixa Regional de Crèdit Agrícola dels Pirineus Orientals (fundada el 1902 a Perpinyà) amb la Caixa Regional de l'Arieja.
Adquirí les financeres Sofiholding (el 1989) i Foment de Crèdit i Comerç (Focrecom) (el 1991) de Barcelona.